# Kenji Kitazato
Pour les articles homonymes, voir Kitazato.
Kenji Kitazato est un joueur de hockey sur gazon japonais évoluant au poste d'attaquant à Alder Hanno et avec l'équipe nationale japonaise.

## Biographie
Kenji est né le 19 mai 1989 dans la préfecture de Kumamoto.

## Carrière
Il a fait partie de équipe nationale en juillet 2021 pour concourir aux Jeux olympiques d'été de 2020 à Tokyo.

## Palmarès
- : 1er aux Jeux asiatiques en 2018[2]